# 徐家駅
徐家駅（じょかえき）とは、中華人民共和国黒竜江省ハルビン市呼蘭区に位置する浜北線の駅。

## 歴史
- 1926年　開業。

## 隣の駅
中華人民共和国鉄道部
浜北線
北松浦駅 - 徐家駅 - 呼蘭駅